# Користова
Кори́стова — село в Україні, у Волочиській міській громаді Хмельницького району Хмельницької області. Населення становить близько тисячі осіб на 2024 рік.

## Населення

### Мова
Розподіл населення за рідною мовою за даними перепису 2001 року:
| Мова            | Кількість | Відсоток |
| --------------- | --------- | -------- |
| українська      | 1452      | 98.44 %  |
| російська       | 20        | 1.36 %   |
| польська        | 1         | 0.07 %   |
| інші/не вказали | 2         | 0.13 %   |
| Усього          | 1475      | 100 %    |

## Історія
У 1906 році село Волочиської волості Старокостянтинівського повіту Волинської губернії. Відстань від повітового міста 82 верст, від волості 6. Дворів 151, мешканців 1007.
7 (20) листопада 1917 року, відповідно до Третього Універсалу Української Центральної Ради, увійшло до складу Української Народної Республіки.
12 червня 2020 року, відповідно до розпорядження Кабінету Міністрів України № 727-р «Про визначення адміністративних центрів та затвердження територій територіальних громад Хмельницької області», увійшло до складу Волочиської міської громади.
19 липня 2020 року, в результаті адміністративно-територіальної реформи та ліквідації Волочиського району, увійшло до складу новоутвореного Хмельницького району.
Колишній орган місцевого самоуправління — Користовецька сільська рада.

## Географія
Селом протікає річка Грабарка (притока Збруча).

## Символіка
Затверджена 16 травня 2018 р. рішенням № 6-38/2018 XXXVIII сесії міської ради VII скликання. Автори — Завідувачка бібліотеки с. Користова, Працівники СБК с. Користова, Педагогічний колектив Бальковецького НВК, Актив сіл Користова і Бальківці, К. М. Богатов, В. М. Напиткін.

### Герб
Щит розтятий зеленим і лазуровим, із срібною хвилястою базою. В першій частині золота пірамідка з кубиків торфу, три, два і один, над якою горить червоне полум'я з золотою облямівкою. В другій частині вгору б'є срібний фонтан води. Щит вписаний в декоративний картуш і увінчаний золотою сільською короною. Унизу картуша напис «КОРИСТОВА».
Кубики торфу — символ місцевості, де розташоване село, багатої на поклади торфу, вогонь водночас символ тепла рідного дому. Фонтан води — символ цілющих джерел, хвиляста база — символ навколишніх річок і озер.

### Прапор
Квадратне полотнище поділене вертикально на дві рівновеликі смуги — зелену древкову і вільну синю, внизу проходить біла хвиляста смуга в 1/6 ширини прапора. На древковій смузі жовта пірамідка з кубиків торфу, три, два і один, над якою горить червоне полум'я з жовтою облямівкою. На вільній смузі вгору б'є білий фонтан води.

## Пам'ятки
Біля села розташований Грабарківський гідрологічний заказник.

## Голодомор в Користовій
За даними різних джерел у селі в 1932—1933 роках загинуло бл. 10 чоловік. На сьогодні встановлено 2 сім'ї — Гончарів і Гуляків. Мартиролог укладений на підставі поіменних списків жертв Голодомору 1932—1933 років, складених Користовецькою сільською радою. Поіменні списки зберігаються в Державному архіві Хмельницької області.

## Відомі люди
У селі народився Поліщук Йосип Адамович (1907—1978) — український радянський психіатр.

## Галерея

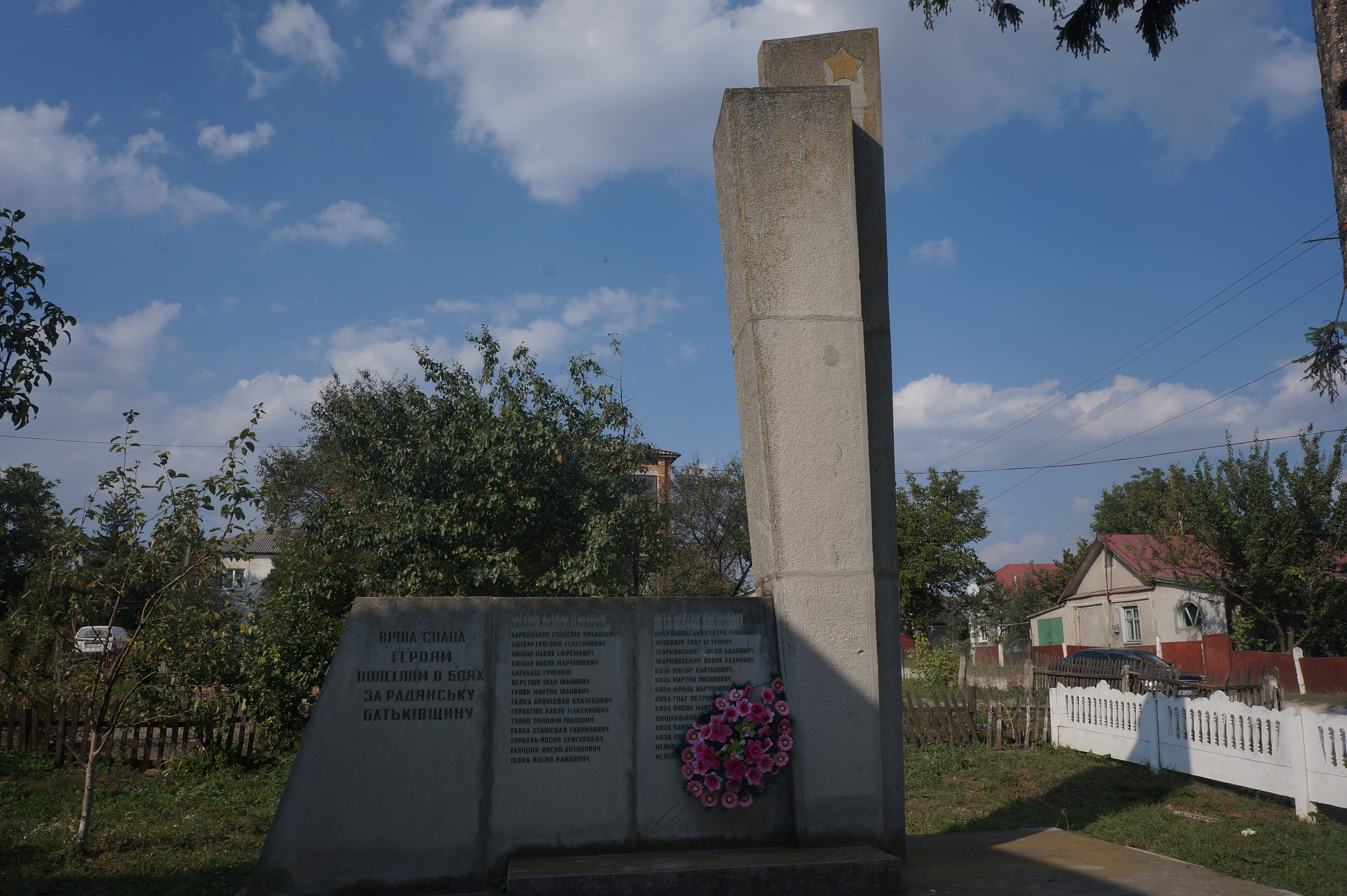
Пам'ятний знак на честь воїнів-односельчан
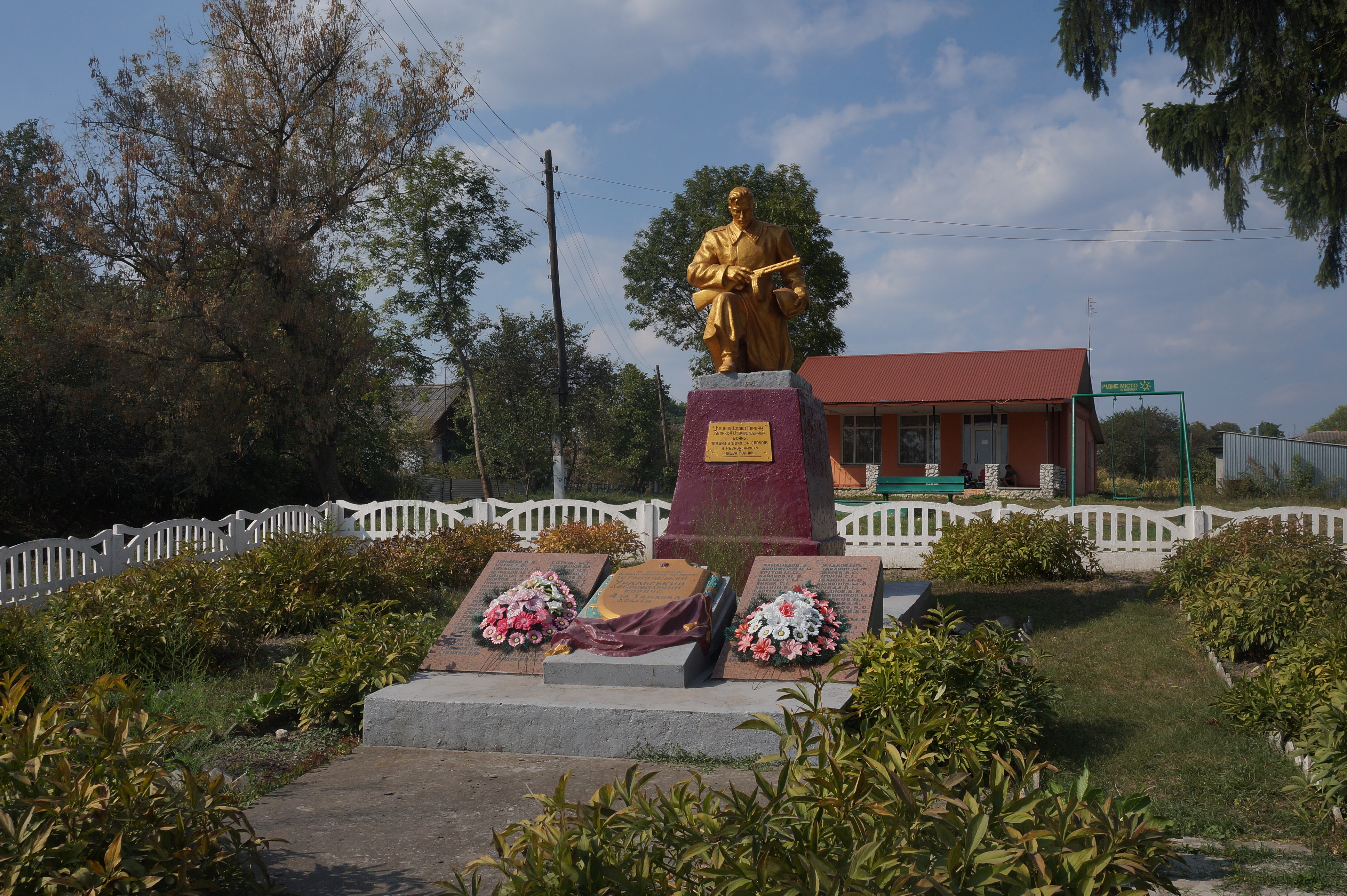
Братська могила радянських воїнів